# Weasel Hill
Weasel Hill är en kulle i Antarktis. Den ligger i Västantarktis. Argentina, Chile och Storbritannien gör anspråk på området. Toppen på Weasel Hill är 757 meter över havet, eller 10 meter över den omgivande terrängen. Bredden vid basen är 0,44 km.
Terrängen runt Weasel Hill är kuperad åt sydost, men åt nordväst är den bergig. Trakten är obefolkad. Det finns inga samhällen i närheten. 